# Pseudonymous Bosch
Raphael Simon, in arte Pseudonymous Bosch (...), è uno scrittore e sceneggiatore statunitense di libri per ragazzi.

## Biografia
Il suo nome è una parodia del nome Hieronymus Bosch, tuttavia "Pseudonymous" è la fusione delle parole inglesi pseudonym (pseudonimo) e Anonymous (anonimo).
Secondo quanto ha scritto nei suoi libri ama il cioccolato e il formaggio 
È l'autore della serie segreta: una pentalogia basata sui cinque sensi: olfatto, udito, gusto, vista e tatto.
È stato sceneggiatore per 2 episodi di Rocket Power - E la sfida continua... tra il 2001 e il 2002, e per il documentario statunitense Monster Mania nel 1997 con Kevin Burns.

## Opere

### Serie segreta
- Il titolo di questo libro è segreto (2007) (basato sull'olfatto)
- Se state leggendo questo libro è già troppo tardi! (2008) (basato sull'udito)
- Questo libro potrebbe farvi male (2009) (basato sul gusto)
- Questo non è un libro (2010) (basato sulla vista)
- Non toccate questo libro (2011) (basato sul tatto)

I libri cattivi
- Bad Magic (2014) è incentrato su un personaggio che è stato presentato come il fratellino di Max-Ernest, Paul-Clay, nella serie segreta.
- Bad Luck (2016)

- Cattive notizie (gennaio 2017)

## Personaggi

### Protagonisti
- Cassandra - (11 anni) è una survivalista che è conosciuta per le sue orecchie a punta simili a quelle del Giullare, uno dei suoi antenati. È stata trovata di fronte alla casa dei suoi "nonni adottivi" e Max-Ernest la vuole aiutare a trovare la sua madre naturale. È la custode del segreto. Viene chiamata Cass.
- Max-Ernest - (11 anni) non riesce mai a smettere di parlare. I genitori (entrambi psicologi) nel primo libro avevano già divorziato per un litigio a proposito del nome di Max-Ernest (che infatti ne ha due) ma vivevano nella stessa casa, nel secondo (per un litigio) dividono la casa a metà, nel terzo invece ritornano insieme, e nel quarto ri-divorziano dopo aver avuto un secondo figlio (sempre per la questione del nome) e nel quinto si risposano.
- Yo-Yoji - (12 anni) musicista giapponese (violino, chitarra) e membro del gruppo rock "Spaccatimpani Alieni".
- Lily Wei - è stata rapita dal Sole di Mezzanotte a nove anni. È membro della società Terces.
- Benjamin Blake - nel primo libro viene rapito dal Sole di Mezzanotte. Nel quarto libro svela la capacità di leggere nel pensiero altrui grazie a un doppio monocolo.
- Gloria Fortune - agente immobiliare per defunti che porta sempre cianfrusaglie a Larry e Wayne
- Melanie - La madre adottiva di Cass. Nel terzo libro viene rapita dal Señor Hugo.
- Nonno Larry e Nonno Wayne - i nonni adottivi di Cass. Possiedono una Caserma dei Vigili del Fuoco piena di cianfrusaglie.
- Pietro Bergamo - Fratello gemello del Dottor L e suo nemico. Capo della società Terces e mago in pensione.
- Owen - Membro della Terces. Attore.
- Il Giullare - Antenato di Cass e fondatore della società Terces, liberò Faccia di Cavolo dalla prigione e sposò Anastasia.
- Sig. Faccia di Cavolo - Un omuncolo creato da Lord Faraone con un grande appetito, muore nel secondo libro.
- Anastasia - Un'eroina che toglieva ai ricchi per dare ai poveri. Sposò il Giullare.

### Antagonisti
- Antoinette Mauvais - Una dei due antagonisti principali della storia, Capo del sole di mezzanotte e alchimista.
- Dr. L ( Luciano Bergamo) - Il dottore del Sole di Mezzanotte. Fratello di Pietro Bergamo. Fu rapito dalla signorina Mauvais a soli nove anni.
- Señor Hugo - Cuoco con l'obbiettivo di ideare il cioccolato più fondente del mondo, si allea con il Sole di Mezzanotte.
- Lord Faraone - Maestro Alchimista, creò Faccia di Cavolo e fondò il Sole di Mezzanotte
- Preside Johnson - La preside della scuola di Cass, Max-Ernest e Yo-Yoji
- Itamar - Uno dei fondatori del Sole di Mezzanotte. Muore nel terzo libro a quasi 489 anni.
- Romi e Montana Skelton - Chiamate anche "Skelton Sisters" sono membri del Sole di Mezzanotte.
- Amber - Compagna di scuola di Cass, Max-Ernest e Yo-Yoji, è stata usata dal Sole di Mezzanotte. Adora le skelton Sisters. Terza più bella della scuola e la prima più simpatica.